# Epiphora boursini
Epiphora boursini är en fjärilsart som beskrevs av Testout. 1936. Epiphora boursini ingår i släktet Epiphora och familjen påfågelsspinnare. Inga underarter finns listade i Catalogue of Life.